# Alchemilla pseudovenusta
Alchemilla pseudovenusta là loài thực vật có hoa trong họ Hoa hồng. Loài này được Rothm. mô tả khoa học đầu tiên năm 1935.